# Куп Србије и Црне Горе у фудбалу 2003/04.
Куп Србије и Црне Горе у фудбалу 2003/04. била је друга, и прва пуна, сезона годишњег националног фудбалског купа Србије и Црне Горе. Бранилац титуле био је Сартид. Црвена звезда победник је такмичења, пошто је победила у финалу Будућност Банатски Двор резултатом 1 : 0.

## Прво коло
| Тим 1              | Тим 2                   | Резултат         |
| ------------------ | ----------------------- | ---------------- |
| Напредак           | Зета                    | 1 : 0            |
| Железник           | Ком                     | 1 : 0            |
| Зета               | Младост Апатин          | 1 : 0            |
| Војводина          | Јединство Уб            | 0 : 0 (пен: 2:4) |
| Партизан           | Шумадија 1903           | 4: 1             |
| Хајдук Београд     | Обилић                  | 2 : 3            |
| Младост Подгорица  | Хајдук Кула             | 0 : 0 (пен: 0:3) |
| Могрен             | Будућност Банатски Двор | 1 : 3            |
| Чукарички          | Борац Чачак             | 2 : 1            |
| Раднички Ниш       | ОФК Београд             | 2 : 2 (пен: 2:4) |
| Трепча             | Земун                   | 0 : 0 (пен: 0:3) |
| Срем               | Рад                     | 0 : 0 (пен: 2:4) |
| ЧСК Пивара         | Јавор                   | 1 : 2            |
| Црвена звезда      | Цар Константин          | 7 : 0            |
| Раднички Обреновац | Раднички Београд        | 1 : 3            |
| Рудар              | Сартид                  | 1 : 3            |

## Друго коло
| Тим 1                   | Тим 2         | Резултат         |
| ----------------------- | ------------- | ---------------- |
| Обилић                  | Сартид        | 1 : 0            |
| Хајдук Кула             | Железник      | 2 : 2 (пен: 1:3) |
| Будућност Банатски Двор | Напредак      | 3 : 0            |
| ОФК Београд             | Рад           | 2 : 1            |
| Партизан                | Чукарички     | 5 : 2            |
| Раднички Београд        | Црвена звезда | 0 : 2            |
| Јединство Уб            | Земун         | 0 : 1            |
| Јавор                   | Зета          | 1 : 0            |

## Четвртфинала
| Тим 1         | Тим 2                   | Резултат         |
| ------------- | ----------------------- | ---------------- |
| Црвена звезда | Железник                | 1 : 0            |
| Обилић        | ОФК Београд             | 3 : 3 (пен: 5:4) |
| Земун         | Будућност Банатски Двор | 1 : 4            |
| Јавор         | Партизан                | 0 : 2            |

## Полуфинале
| Будућност БД                 | 2 : 1 | Обилић       |
| ---------------------------- | ----- | ------------ |
| Митровић 45’ · Зафировић 82’ |       | Ђорђевић 19’ |

| Црвена звезда | 1 : 0    | Партизан |
| ------------- | -------- | -------- |
| Пантелић 14’  | Извештај |          |

## Финале
| Црвена звезда | 1 : 0 | Будућност БД |
| ------------- | ----- | ------------ |
| Жигић 1’      |       |              |

## Видиј још
- Прва лига Србије и Црне Горе 2003/04.